# Omišalj
Omišalj (italijansko Castelmuschio, nemško Moschau) je turistično mesto in pristanišče na otoku Krk (Hrvaška), ki je središče občine Omišalj; le-ta pa spada pod Primorsko-goransko županijo.

## Geografija
Omišalj leži na severozahodni strani otoka na okoli 80 mnm visokem strmem griču nad morjem, na notranji strani širokega Omišaljskega zaliva. Iz Omišlja se nudi lep razgled  na Riješki zaliv in Opatijsko rivijero, na strme obale Cresa in bližnjo razvejano obalo Krka.
Kraj sestoji iz dveh delov. Stari del leži na griču. Novi, obalni del s hotelskim kompleksom in vilami pa je povezan s starim centralnim delom s potmi in cestami, ki s severne strani vodijo skozi gozd borovcev in cipres, z zahodne strani pa skozi nasade oljk.
Prostran in širok Omišaljski zaliv je izpostavljen samo severozahodnim vetrovom in je dobro zaklonišče tudi večjim ladjam. Zahodna obala zaliva, ki se razprostira na ozkem polotoku je pretežno gola, strma in grebenasta, vzhodna obala, pa je nizka in gozdnata.
V pristanišču, ki se nahaja na koncu Omišaljskega zaliva v ovalnem zalivčku Pesje, leži kamnit pomol, na koncu katerega stoji svetilnik, ki oddaja svetlobni signal: B Bl 4s. Ob pomolu lahko pristajajo plovila z ugrezom 1,5 do 2 metra. Luka je zavarovana pred vsemi vetrovi, razen pred severozahodnimi, ki lahko povzročajo večje valove. V zalivu Pesje stoji tudi marina, ki ima 200 privezov v morju in 60 mest na obali.
Največja globina morja v marini je do 3,5 metra. V marini je dvigalo (4,5 t) in splavna drča.

## Gospodarstvo
Glavna gospodarska dejavnost je turizem. V kraju so štirje hoteli: H.Adriatic, H.Delfin, H.Jadran in H.Marina;avtokamp Pušća, Vila Maja ter teniško igrišče Amir Sport.

## Zgodovina
Omišalj je poleg Dobrinja in Krka najstarejše naselje na otoku. V srednjem veku je bil utrjeno mesto knezov Frankopanov. Stari Omišalj je v dobršni meri ohranil srednjeveško podobo s številnimi hišami z napisi v glagolici. V starem mestnem jedru sta ohranjena trg z mestno ložo iz 16. stoletja in  župnijska cerkev, romanska bazilika sv. Marije, s tremi ladjami, ki se v starih listinah prvič omenja leta  1213. Cerkevi so  v 16. stoletju  pridali kupolo, kor in 1536 še zvonik. Poleg napisov v glagolici ima cerkev tudi razne dragocene predmete. Omembe vredni sta tudi cerkvi sv. Antona iz 12. stoletja in sv. Ivana iz 15. stoletja.
V bližnjem zalivu Sepen so odkrili ostanke antičnega naselja, verjetno rimskega Fulfniuma (zidovi, mozaiki in grobovi). Pomemben spomenik stare kulture so ruševine triladijske starokrščanske bazilike postavljene v 5. stoletju. Ob njej se v srednjem veku omenja še benediktinsk samostan sv.Nikole. Nagrobna plošča zadnjega opata z napisom v glagolici je iz leta 1471.

## Ljudski običaji
V Omišlju in okolici se je ohranila stara folklorna tradicija. Vsako leto 15. avgusta slavijo dan prvih plodov imenovan »Stomarina«., ko izvajajo pesmi in plese v živopisnih narodnih nošah.

## Demografija
| Pregled števila prebivalcev po letih | Pregled števila prebivalcev po letih | Pregled števila prebivalcev po letih | Pregled števila prebivalcev po letih | Pregled števila prebivalcev po letih | Pregled števila prebivalcev po letih | Pregled števila prebivalcev po letih | Pregled števila prebivalcev po letih | Pregled števila prebivalcev po letih | Pregled števila prebivalcev po letih | Pregled števila prebivalcev po letih | Pregled števila prebivalcev po letih | Pregled števila prebivalcev po letih | Pregled števila prebivalcev po letih | Pregled števila prebivalcev po letih |
| ------------------------------------ | ------------------------------------ | ------------------------------------ | ------------------------------------ | ------------------------------------ | ------------------------------------ | ------------------------------------ | ------------------------------------ | ------------------------------------ | ------------------------------------ | ------------------------------------ | ------------------------------------ | ------------------------------------ | ------------------------------------ | ------------------------------------ |
| 1857                                 | 1869                                 | 1880                                 | 1890                                 | 1900                                 | 1910                                 | 1921                                 | 1931                                 | 1948                                 | 1953                                 | 1961                                 | 1971                                 | 1981                                 | 1991                                 | 2001                                 |
| 1329                                 | 1460                                 | 1595                                 | 1697                                 | 1747                                 | 1651                                 | 1529                                 | 1414                                 | 1095                                 | 1017                                 | 791                                  | 765                                  | 914                                  | 1554                                 | 1790                                 |